# Les Aventures de Papa Talon
Les Aventures de Papa Talon est une série de bande dessinée parue la première fois en 1975 dans Achille Talon magazine.
- Scénario : Hachel sur une idée de Greg.
- Dessins : Hachel.

## Synopsis
Il s'agit d'histoires courtes mettant en scène le père de Achille Talon. Chaque histoire commence de la même manière : Papa Talon reçoit au milieu de la nuit un coup de téléphone de son fils lui faisant part de ses ennuis ; il lui manque des articles pour remplir les pages de son nouveau magazine. Papa Talon ne pouvant laisser son fils dans l'embarras part en chasse de bonnes histoires à raconter… 
Le style du dessin est très proche de celui de Greg.

## Publication et Album
Cette série ne comporte que 4 épisodes parus dans Achille Talon magazine. Ces épisodes furent repris en un album intitulé Pour quelques canettes de plus chez MC Productions en 1988. Cet album fut réédité par Soleil Productions avec une nouvelle couverture. 